# Macaranga cissifolia
Macaranga cissifolia là một loài thực vật có hoa trong họ Đại kích. Loài này được (Zoll. & Rchb.f.) Müll.Arg. mô tả khoa học đầu tiên năm 1866.